# گزارش انضباطی جام ملت‌های اروپا ۲۰۰۸
در زیر خلاصه‌ای از جریمه‌های داده‌شده برای خطاها در جام ملت‌های اروپا ۲۰۰۸ را خواهید دید. در این مسابقات، کارت‌ها پس از مسابقات یک‌چهارم پایانی پاک می‌شود؛ یعنی هیچ بازیکنی بازی پایانی را از دست نخواهد داد، مگر اینکه کارت قرمز دریافت کند.

## کارت‌های قرمز
آخرین به‌روزرسانی پس از اتریش-لهستان در ۱۲ ژوئن، ۲۰۰۸.
در مجموع ۱ کارت قرمز در ۱۲ مسابقهٔ انجام‌شده به بازیکنان داده‌شده که میانگین کارت‌های قرمز در هر بازی ۰٫۰۸ می‌شود.
۱ کارت قرمز
- اریک آبیدال
- باستین شوانشتایگر
- وولکان دمیرال

## کارت‌های زرد
آخرین به‌روزرسانی پس از هلند-روسیه در ۲۱ ژوئن، ۲۰۰۸.
در مجموع ۴۱ کارت زرد در ۱۲ مسابقهٔ انجام‌شده به بازیکنان داده‌شده که میانگین کارت‌های زرد در هر بازی ۳٫۴۲ می‌شود.
| ۲ کارت زرد - سباستین پرودل - جیورجوس کاراگونیس - جنارو گتوسو - آندره‌آ پیرلو - ماریوس لواندوفسکی - کریستین کیوو - دورین گویان - دنیس کولودین - دمیتری توربینسکی - ترانکویلو بارنتا - یوهان وونلانتن - امره آشیک - مهمت آورلیو - تونکای شانلی - آردا توران ۱ کارت زرد - اروین هافر - آندریاس ایوانشیتز - اومیت کورکمز - امانوئل پوگاتتز - جورگن ساموئل - مارتین استرانزل - رابرت کوواچ - جرکو لکو - لوکا مودریچ - جوزپ سیمونیچ - داریو سرنا - هرووجه وجیچ - اوگنجن ووکوجویچ - میلان باروش - توماس گالاسک - یان پولاک - توماس اوجفالوسی | ۱ کارت زرد (ادامه) - جین-آلن بومسونگ - پاتریک اورا - سیدنی گووو - تیه‌ری هانری - کلود ماکه‌له‌له - ویلی سانیول - جرمی تولالان - میشائیل بالاک - آرنه فردریچ - فیلیپ لام - ینس لمن - باستین شوانشتایگر - آنجلوس باسیناس - آنجلوس چاریستیس - نیکوس لیبروپولوس - جیورکاس سایتاریدیس - واسیلیس توروسیدیس - لوکاس وینترا - جنارو گتوسو - لوکا تونی - جیانلوکا زامبروتا - خالد بولحروز - نایجل دیونگ - آندره اویر - رافائل فان در فارت - رابین فان پرسی - جاسک باک - جاسک کرزینووک - ماریوس لواندوفسکی - اوزبیوس سمورالک - مارسین واسیلفسکی - خوزه بوزینگوا - پائولو فریرا - فرناندو میرا | ۱ کارت زرد (ادامه) - میگل - په‌په - پتیت - هلدر پوستیگا - جورگه ریبریو - کوزمین کونترا - دورین گویان - دنیل نیکولای - آندری آرشاوین - سرگئی سماک - ایوان سائنکو - یوری ژیرکوف - آلوارو آلبلوآ - دانی گویزا - کارلوس مارچنا - یوهان الماندر - آندریاس ایساکسون - آندرس اسونسون - ترانکیلو بارنتا - ارن دردیوک - لودوویچ مگنین - یوهان وونلانتن - مهمت اورلیو - هاکان بالتا - کالین کزیم-ریچاردز - تونکای سانلی - سبری سری‌اوغلو - گوخان زان |

## داوران
آخرین به‌روزرسانی پس از هلند-روسیه در ۲۱ ژوئن، ۲۰۰۸.
| داور                 | بازی‌ها | قرمز | زرد           | کارت قرمز |
| -------------------- | ------ | ---- | ------------- | --------- |
| لوبوس میشل           | ۳      | ۱    | ۱ قرمز مستقیم |           |
| پیتر فروجفلت         | ۳      | ۱    | ۱ قرمز مستقیم |           |
| فرانک ده بلیکر       | ۲      | ۱    | ۱ قرمز مستقیم |           |
| روبرتو روزتی         | ۳      | ۰    | ۱۱            |           |
| هاوارد وب            | ۲      | ۰    | ۱۰            |           |
| کونراد پلاتز         | ۲      | ۰    | ۸             |           |
| تام هنینگ ورب        | ۲      | ۰    | ۸             |           |
| مانوئل مجوتو گونزالس | ۲      | ۰    | ۷             |           |
| هربرت فاندل          | ۲      | ۰    | ۶             |           |
| کیروس واساراس        | ۲      | ۰    | ۶             |           |
| پیتر وینک            | ۲      | ۰    | ۶             |           |
| ماسیمو بوزاکا        | ۲      | ۰    | ۴             |           |